# أب غرم (حومة بم)
أب غرم (بالفارسية: آب‌گرم) هي مستوطنة تقع في إيران في منطقة مركزية ريفية. يقدر عدد سكانها بـ 142 نسمة .